# Salmonella bongori
Espèce
Salmonella bongori est une espèce de  bacilles Gram négatifs (BGN) de la famille des Enterobacteriaceae. Son nom fait référence à la ville tchadienne de Bongor où cette bactérie a été isolée pour la première fois.

## Taxonomie
Cette espèce est individualisée en 1989 par reclassement de la sous-espèce Salmonella choleraesuis subsp. bongori (elle-même reclassement d'une espèce déjà nommée « Salmonella bongor »).